# Тіллі прокидається
Тіллі прокидається (англ. Tillie Wakes Up) — американська кінокомедія режисера Гаррі Девенпорта 1917 року.

## Сюжет
Тіллі і її сусід містер Піпкінс обидва знавісніли від своїх шлюбів. Одного разу вони втікають, щоб провести час на Коні-Айленді. Вони біжать в парк разом, але їх подружжя приходять, щоб знайти утікачів. Після погоні кожен рятується і примиряються з їх подружжями.

## У ролях
- Марі Дресслер — Тіллі Тінкелпоу
- Джонні Хайнс — Дж. Мортімер Піпкінс
- Френк Біміш — Генрі Тінкелпоу
- Рубі Де Ремер — місіс Піпкінс
- Рут Баррет — місіс Носі
- Джек Браун — містер Носі
- Нора Сесіл
- Мей Де Лесі